# El Llano (estación)
El Llano es una estación ferroviaria que forma parte de la Línea 2 del Metro de Santiago de Chile, originalmente llamada El Llano-Subercaseaux. Se encuentra subterránea entre las estaciones Franklin y San Miguel bajo la Gran Avenida a la altura del Paradero 4, en la comuna de San Miguel.

## Entorno y características

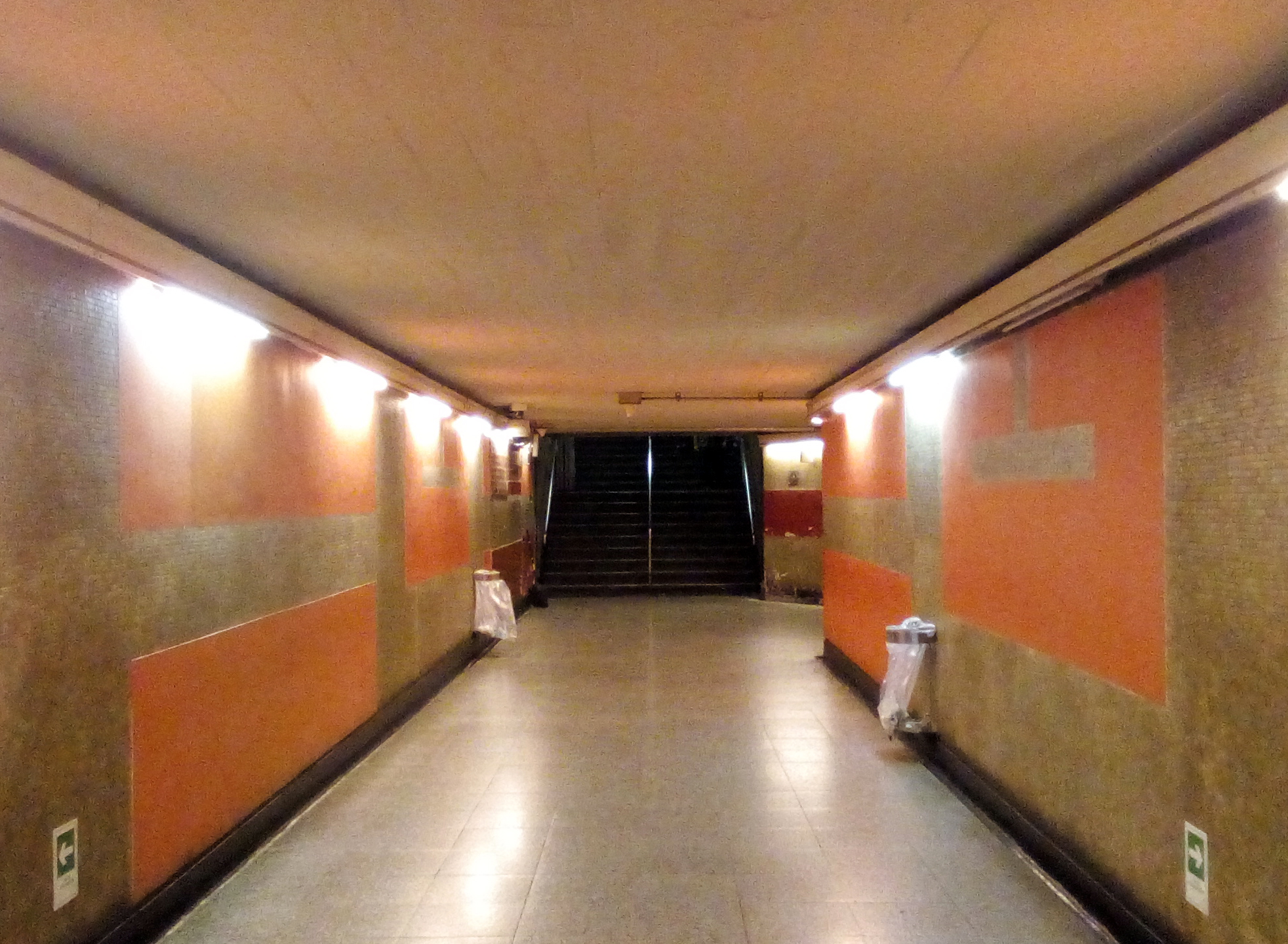
Túnel de acceso surponiente de la estación.

Es una estación de mediano flujo de pasajeros. En sus alrededores se encuentran diversos recintos hospitalarios como el Hospital Barros Luco-Trudeau y el Hospital Exequiel González Cortés, junto al Campus Sur de la Facultad de Medicina de la Universidad de Chile. La estación posee una afluencia diaria promedio de 11 939 pasajeros.
Hacia el oeste se encuentra el Parque El Llano Subercaseaux, en el cual se ubican estatuas de personajes de historietas chilenas, entre las que destaca la de Condorito, junto a su mascota, Washington.

### Accesos
| Acceso | Intersección                           |
| ------ | -------------------------------------- |
| A      | Gran Avenida con José Joaquín Vallejos |
| B      | Hospital Barros Luco Trudeau           |
| C      | Gran Avenida con José Joaquín Vallejos |

## Origen etimológico
Ramón Subercaseaux, una de las personas más ricas de la aristocracia chilena del siglo XIX compró un fundo al sur del Zanjón de la Aguada en 1849 y que destinó a la agricultura de trigo y cebada. Sin embargo, parte de esta finca fue cedida para el uso público y Subercaseaux ordenó la instalación de un hermoso parque con hileras de álamos. Esta zona rápidamente ganó el nombre de "Llano Subercaseaux" en honor al dueño de la hacienda. El parque se mantiene hasta el día de hoy junto a la Gran Avenida adyacente a la zona residencial denominada El Llano a la que le otorga el nombre y que da nombre a la estación.

## Galería

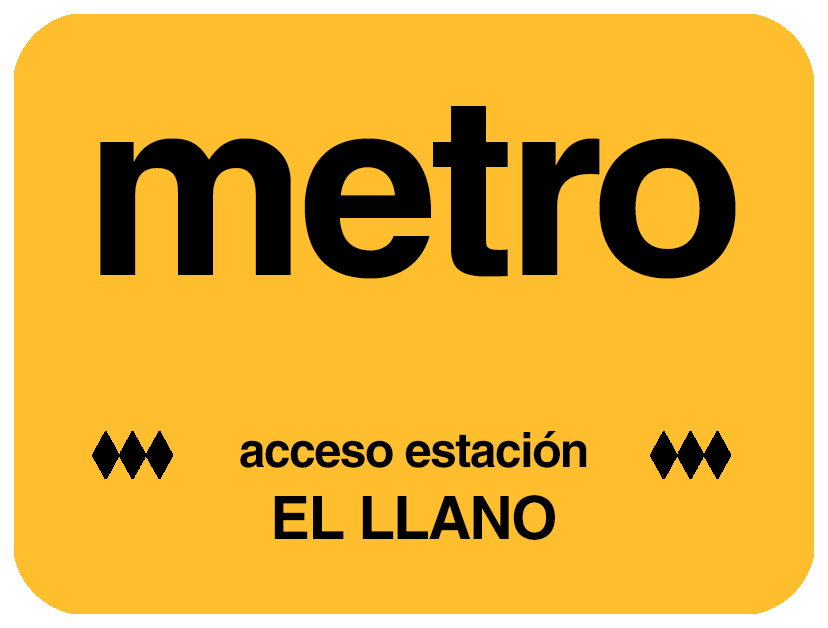
Letrero utilizado en los accesos a la estación hasta 1997.
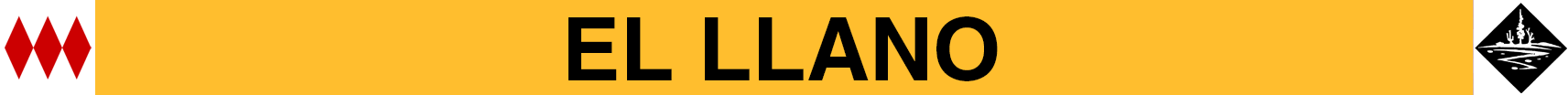
Cenefa antigua utilizada en los andenes.
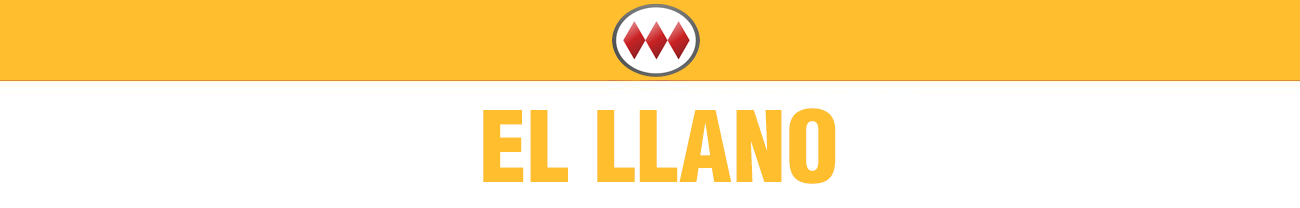
Cenefa utilizada actualmente en los andenes.

## Conexión con Red Metropolitana de Movilidad
A diferencia de la mayoría de las estaciones, en esta estación los paraderos aledaños se denominan como "Parada / Hospital Barros Luco", habiendo en total 4 paraderos, los cuales corresponden a: 
| Paradero                                | Recorridos |
| --------------------------------------- | --- |
| Parada 1 / Hospital Barros Luco (PH111) | 201 (San Bernardo) - 214 (Santa Olga) - 223 (Lo Espejo) - 226 (Nonato Coo) - 229 (La Pintana) - 264n (Santo Tomás) - 271 (San Bernardo) - 301 (Angelmó) - H12 (Lo Espejo) - H13 (Santa Olga) - H14 (Mall Florida Center) |
| Parada 2 / Hospital Barros Luco (PH134) | 201 (Mall Plaza Norte) - 214 (Los Libertadores) - 223 (Santiago) - 226 (Centro) - 229 (Metro La Moneda) - 264n (Pedro Fontova) - 271 (Santiago) - 301 (Juan Antonio Ríos) - H14 (Metro Franklin)                         |
| Parada 3 / Hospital Barros Luco (PH630) | H09 (Metro Carlos Valdovinos) - H12 (Metro Franklin) - H13 (Posta Central) |
| Gran Avenida Esq. / Gambeta (PH1629)    | H12 (Metro Franklin) - H13 (Posta Central) |